# Potou
För andra betydelser, se Potou (olika betydelser).
Potou är ett stadsdistrikt i staden Zhanjiang på prefekturnivå i provinsen Guangdong i sydöstra Kina.
Potou är indelat i två stadsdelsdistrikt och fem köping.
Stadsdelsdistrikt (jiedao):

- Maxie (麻斜街道)
- Nandiao (南调街道)

Köpingar (zhen):

- Guandu (官渡镇)
- Longtou (龙头镇)
- Nansan (南三镇)
- Potou (坡头镇)
- Qiantang (乾塘镇)